# Автомобільні шляхи Закарпатської області
Автомобі́льні шляхи́ Закарпатської області — мережа доріг на території Закарпатщини, що об'єднує між собою населені пункти та окремі об'єкти та призначена для руху транспортних засобів, перевезення пасажирів та вантажів.